# Rio Cernat (Bâsca)
O Rio Cernat é um rio da Romênia, afluente do Bâsca Mare, localizado no distrito de Buzău.